# Ivar Ulekleiv
Ivar Michal Ulekleiv  (ur. 22 maja 1966 w Dombås) – norweski biathlonista, wicemistrz świata.

## Kariera
W Pucharze Świata zadebiutował 26 stycznia 1989 roku w Ruhpolding, kiedy zajął 41. miejsce w biegu indywidualnym. Pierwsze punkty zdobył 18 marca 1989 roku w Steinkjer, zajmując 21. miejsce w sprincie. Nigdy nie stanął na podium zawodów tego cyklu, jednak kilkukrotnie dokonał tego w zawodach drużynowych. Indywidualnie najwyższą lokatę wywalczył 15 stycznia 1994 roku w Ruhpolding, zajmując siódme miejsce w sprincie. Najlepsze wyniki osiągnął w sezonie 1992/1993, kiedy zajął 43. miejsce w klasyfikacji generalnej.
Podczas mistrzostw świata w Lahti w 1991 roku wspólnie z Frode Løbergiem, Jonem Åge Tyldumem i Sverre Istadem zdobył srebrny medal w biegu drużynowym. Zajął też między innymi 21. miejsce w sprincie na mistrzostwach świata w Borowcu w 1993 roku. Brał również udział w igrzyskach olimpijskich w Lillehammer w 1994 roku, gdzie zajął 14. miejsce w sprincie i siódme w sztafecie.

## Osiągnięcia

### Igrzyska olimpijskie
| Rok  | Miejscowość | Konkurencje | Konkurencje | Konkurencje | Konkurencje | Konkurencje | Konkurencje | Konkurencje |
| Rok  | Miejscowość | IN          | SP          | PU          | MS          | RL          | MR          | SR          |
| ---- | ----------- | ----------- | ----------- | ----------- | ----------- | ----------- | ----------- | ----------- |
| 1994 | Lillehammer | –           | 14.         | nd.         | nd.         | 7.          | nd.         | –           |

### Mistrzostwa świata
| Rok  | Miejscowość | Konkurencje | Konkurencje | Konkurencje | Konkurencje | Konkurencje | Konkurencje | Konkurencje |
| Rok  | Miejscowość | IN          | SP          | PU          | MS          | RL          | MR          | SR          |
| ---- | ----------- | ----------- | ----------- | ----------- | ----------- | ----------- | ----------- | ----------- |
| 1989 | Feistritz   | –           | –           | nd.         | nd.         | –           | nd.         | –           |
| 1991 | Lahti       | –           | –           | nd.         | nd.         | –           | nd.         | –           |
| 1993 | Borowec     | –           | 21.         | nd.         | nd.         | –           | nd.         | –           |

### Puchar Świata

#### Miejsca w klasyfikacji generalnej
| Sezon     | Miejsce |
| --------- | ------- |
| 1988/1989 | 69      |
| 1989/1990 | 65.     |
| 1990/1991 | -       |
| 1992/1993 | 41.     |
| 1993/1994 | 48.     |
| 1994/1995 | 60.     |

#### Miejsca na podium chronologicznie
Ulekleiv nigdy nie stanął na podium indywidualnych zawodów PŚ.